# Patiscus elegans
Patiscus elegans är en insektsart som beskrevs av Otte, D. 2006. Patiscus elegans ingår i släktet Patiscus och familjen syrsor. Inga underarter finns listade i Catalogue of Life.